# 渭北青年社
渭北青年社，1925年2月在陕西省三原县城成立的青年组织。

## 历史
1925年2月，正值大革命时期，陕西省三原县的中国共产党党员李秉乾等人以陕西省立第三师范学校青年同志共进社为基础，成立渭北青年社。渭北青年社作为中国共产主义青年团的外围组织，其主要领导人都是共青团团员，共青团组织会通过该社培养和选拔团员，是中共和共青团影响各校学生会和学联的重要方式。
渭北青年社成立后，积极发展社员，组织发动和领导学生开展革命活动。1925年，严木三在立诚学校成立渭北青年社立诚分社。至1925年6月，社员数量达70人，在三原县立中学、陕西省立渭北中学、省立第三师范等校建有支部和小组。
1926年3月18日，在中共三原特别支部和共青团三原特别支部的号召下，由渭北青年社和渭北学联发起召开三原各校学生纪念巴黎公社成立55周年大会，三原各校学生停课集体参加。

## 主要成员
- 宣传部长：贾怀庚
- 组织部长：王之鼎
- 社务执行委员会书记：赵宗润

## 社刊
渭北青年社创办有《渭北青年》社刊。